# Путешествие к центру ТАРДИС
«Путешествие к центру ТАРДИС» — десятая серия седьмого сезона британского фантастического сериала «Доктор Кто», пятая серия второй половины сезона. Премьера серии состоялась 27 апреля 2013 года на канале BBC One.

## Сюжет
Космический корабль сборщиков космического мусора притягивает ТАРДИС на борт, расплавляя её системы. Когда Доктор выводит команду наружу, он понимает, что Клара всё ещё заперта в его неисправном корабле и за ней гонится опасная группа бессердечных монстров. Доктор объявляет, что есть только 30 минут, чтобы найти Клару и спасти ТАРДИС от самоуничтожения.

## Связь с другими сериями
- Когда один из сборщиков космического мусора разбирал консоль ТАРДИС, были слышны голоса предыдущих спутников Доктора.

## Трансляция и рейтинги
Премьера серии состоялась 27 апреля 2013 года на канале BBC One, количество зрителей составило 4,9 миллиона